# Jam & Spoon
Jam & Spoon – niemiecki duet muzyczny, który istniał w latach 1991–2006. Tworzył muzykę elektroniczną, dance, techno. W jego skład wchodzili: Mark Spoon i Jam El Mar.

## Dyskografia

### Płyty
- BreaksUnit1 - 1991
- Tripomatic Fairytales 2001 - 1993
- Tripomatic Fairytales 2002 - 1993
- Kaleidoscope - 1997
- Tripomatic Fairytales 3003 - 2004
- Remixes & Club Classics - 2006

### Single
- Tales From A Danceographic Ocean
- Right In The Night (Fall in Love with Music)
- Find Me (Odyssey to Anyoona)
- Angel (Ladadi O-Heyo)
- Kaleidoscope Skies / I Pull My Gun...
- El Baile
- Don't Call it Love
- Stella 1999
- Be Angeled feat. Rea
- Cynical Heart feat. Jim Kerr
- Set Me Free (Empty Rooms) feat. Rea
- Vata / Mary Jane
- Butterfly Sign feat. Plavka